# Uralmaš
Uralmaš (in russo Уралмаш?), è il nome abbreviato con cui è noto il grande complesso industriale russo della Ural'skij zavod tâžëlogo mašinostroeniâ (in russo Уральский завод тяжёлого машиностроения?, in sigla UZTM), denominazione ufficiale che può essere tradotta come "Impianto di costruzione di macchinari pesanti degli Urali".
Costruita e attivata a Sverdlovsk, negli Urali, nel 1933 nel corso del secondo piano quinquennale dell'Unione Sovietica come centro principale per la produzione di macchinari pesanti per l'industria da impiegare a loro volta per l'attivazione di altre fabbriche previste dalla pianificazione, divenne e rimase un simbolo dello sviluppo economico sovietico e il principale centro metalmeccanico del paese. Durante la seconda guerra mondiale si convertì alla produzione di mezzi corazzati dando un importante contributo allo sforzo bellico sovietico. Soprannominata la "madre delle fabbriche", era il più grande impianto produttivo dell'Unione Sovietica, e impiegava 38.000 dipendenti.
Attualmente la Uralmaš rimane uno dei più importanti centri manifatturieri della Federazione russa e negli stabilimenti di Ekaterinburg (la vecchia Sverdlovsk) si costruiscono macchinari pesanti, impianti industriali, perforatrici giganti, veicoli a motore e altre produzioni metallurgiche e siderurgiche.
La fabbrica dal 1996 ha fatto parte del nuovo grande gruppo multinazionale OMZ (Obʺedinennye mašinostroitel'nye zavody) che è attivo esclusivamente nell'industria pesante, producendo una vasta gamma di componenti industriali per l'industria petrolchimica, mineraria e nucleare, tra cui i reattori VVER. Dall'autunno 2015 l'Uralmaš non fa più parte del gruppo OMZ ed è passata sotto il controllo del fondo finanziario "Gazprombank".

## Storia

### Costruzione della fabbrica e inizio della produzione
Nel quadro del programma di sviluppo produttivo accelerato previsto dalla dirigenza dell'Unione Sovietica negli anni venti, nel 1928 l'Istituto statale per i nuovi piani industriali di Leningrado presentò un progetto per la costruzione di una grande fabbrica di macchinari pesanti negli Urali che avrebbe dovuto assumere il ruolo di centro di sviluppo principale per l'intera regione e fornire la base industriale per la creazione di una nuova area produttiva alternativa ai tradizionali poli manifatturieri russi. Il progetto dava grande importanza alla sostenibilità economica del piano produttivo e prendeva in considerazione i risultati raggiunti dai paesi dell'Europa occidentale e dagli Stati Uniti nei settori della metallurgia, della siderurgia e della meccanica. Inoltre per disporre di lavoratori addetti agli impianti altamente qualificati e adeguatamente preparati, i piani prevedevano la costruzione insieme alla fabbrica di un centro di formazione specifica per gli addetti. Era previsto inoltre di sfruttare l'apporto progettuale di ingegneri stranieri e, come nel caso di altre grandi fabbriche in costruzione, di installare macchinari moderni provenienti dall'occidente.
La costruzione della Uralmaš ebbe inizio nel 1933 secondo i programmi di sviluppo del secondo piano quinquennale dell'Unione Sovietica, che prevedevano una gigantesca crescita dell'industrializzazione del paese. Il grande stabilimento avrebbe dovuto costituire in pratica una "fabbrica delle fabbriche", producendo i macchinari e le strutture necessarie alla costruzione e funzionamento di altri impianti e centri minerari dell'Unione. Dall'inizio della sua attività fino alla seconda guerra mondiale, la Uralmaš si impegnò nella fabbricazione di prodotti diversificati della meccanica pesante: macchinari per altoforni, macchine utensili, presse giganti, prodotti laminati, presse idrauliche, gru e macchine movimento terra, perforatrici; questi prodotti furono fondamentali per la creazione e il funzionamento delle miniere e di altri stabilimenti metallurgici e meccanici che consentirono negli anni trenta l'industrializzazione in tempi rapidi degli Urali e della Siberia. La produzione non si effettuava in serie ma le attrezzature industriali venivano progettate e prodotte sulla base delle richieste effettive dei piani produttivi. Alla fine degli anni 30, la Uralmaš iniziò anche la produzione nel settore degli armamenti con la fabbricazione dei moderni obici da 122 mm modello M-30 progettati da Fëdor Petrovič Petrov.

### Nella seconda guerra mondiale

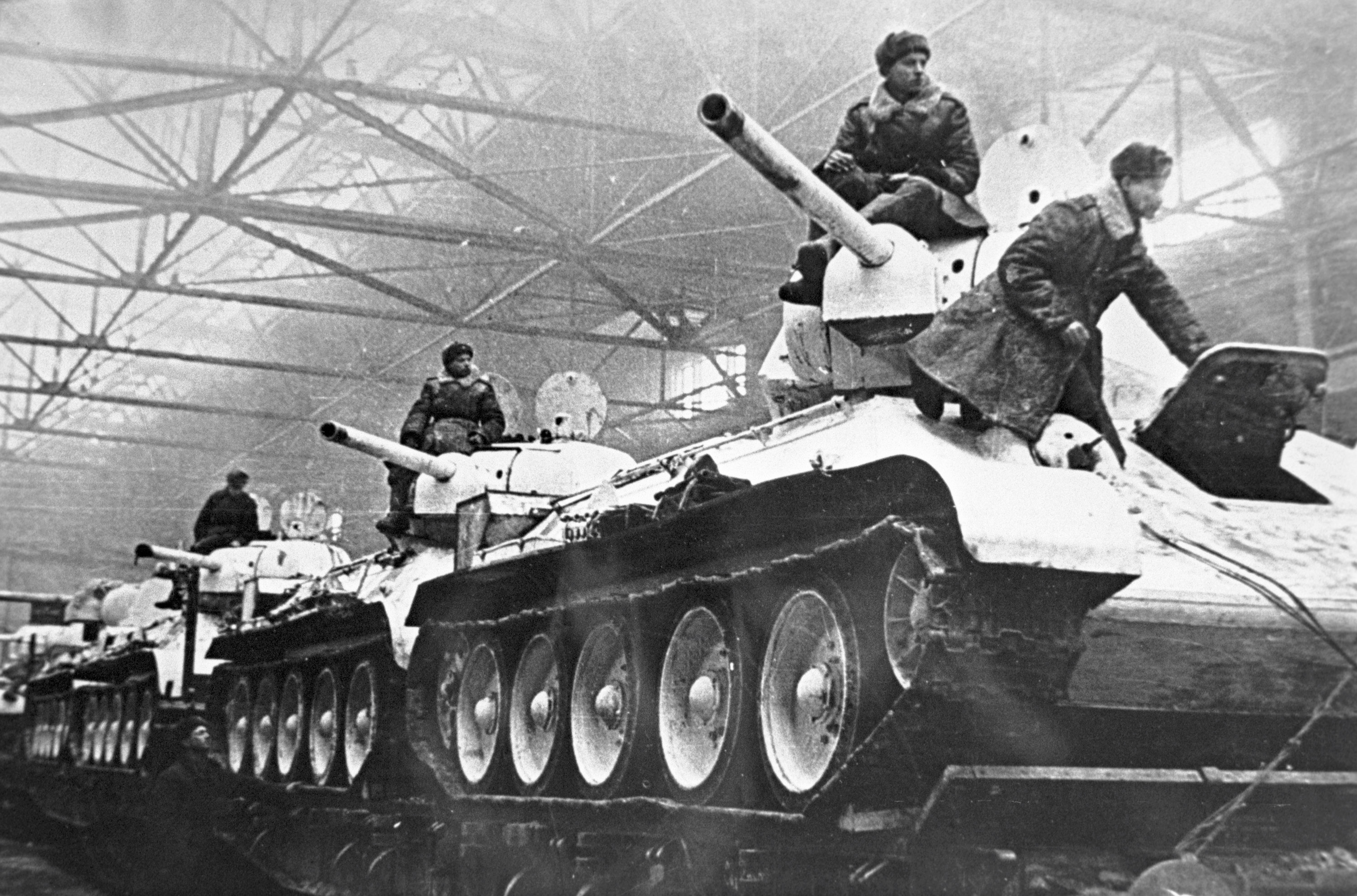
1942: linee di montaggio all'Uralmaš dei carri armati T-34/76.

La seconda guerra mondiale provocò conseguenze drammatiche per l'Unione Sovietica; gran parte dell'apparato produttivo dovette passare alla lavorazione e produzione in massa di armamenti ed equipaggiamenti per le forze armate, e l'Uralmaš divenne subito una delle fabbriche più importanti del complesso militare-industriale dello stato sovietico, anche a causa dell'immediata perdita delle regioni occidentali industrializzate dopo l'invasione tedesca. In particolare, dopo la distruzione della fabbrica di trattori di Stalingrado, dall'ottobre 1942 la Uralmaš passò a produrre mezzi corazzati.
Durante la guerra negli impianti dell'Uralmaš di Sverdlovsk furono prodotti in particolare:
- 719 carri armati T-34 nel 1942 (267) e nel 1943 (452)
- 638 cannoni d'assalto (Samochodnaja Ustanovka) SU-122 nel 1942 e nel 1943,
- 2 654 cannoni d'assalto SU-85 nel 1943 e nel 1944,
- 1 560 cannoni d'assalto SU-100 nel 1944 e 1945,
- torrette d'acciaio per carri armati,[3]
- 19 000 caschi imbottiti per gli equipaggi dei mezzi corazzati,
- 30 000 proiettili d'artiglieria.

I cannoni d'assalto prodotti dalla fabbrica negli Urali erano costruiti sullo scafo del carro T-34 e si dimostrarono efficaci e potenti sui campi di battaglia del Fronte orientale, combinando la manovrabilità dei carri T-34 con la potenza di fuoco dei pezzi d'artiglieria. Nel complesso l'attività produttiva della Uralmaš durante la "Grande Guerra Patriottica" ebbe grande importanza e contribuì in modo decisivo allo sforzo bellico dell'Unione Sovietica.

### Uralmaš dal 1945 al 1992
A partire dal 1945, dopo la sofferta vittoria nella guerra mondiale, la dirigenza sovietica decise di modernizzare e sviluppare ulteriormente gli stabilimenti Uralmaš di Sverdlovsk. La produzione venne continuamente potenziata e gli impianti iniziarono la fabbricazione di nuovi macchinari: pale meccaniche, macchine per lo sfruttamento petrolifero, frammentatori. Negli anni 50 l'Uralmaš ricevette l'incarico di produrre differenti tipi di presse idrauliche di grande potenza da impiegare nei programmi aero-spaziali dell'Unione Sovietica in fase di grande sviluppo in quel periodo.

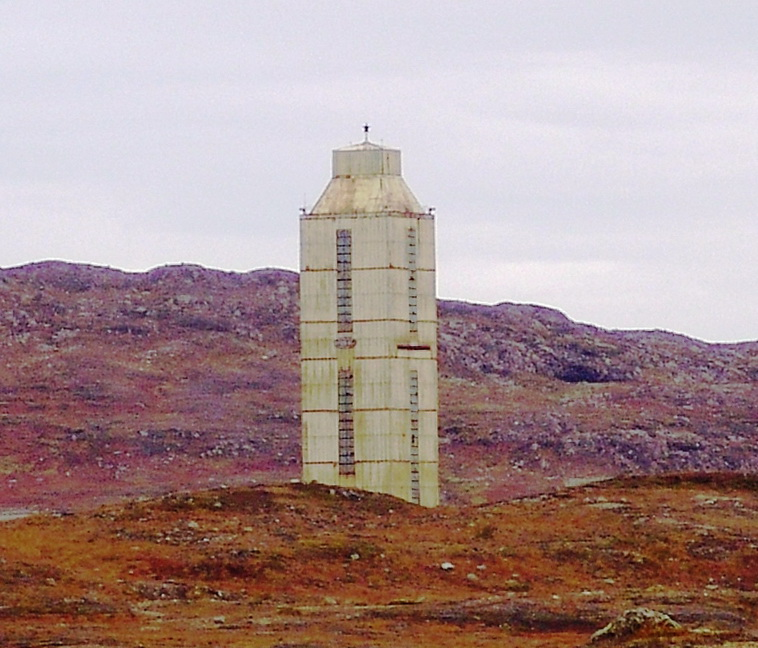
Il pozzo superprofondo di Kola dove furono in azione le perforatrici della Uralmaš

Fin dal 1949 inoltre Uralmaš aveva iniziato a produrre grandi escavatori pesanti per impiego in centri minerari; negli anni 60 la fabbrica progettò e costruì queste macchine per i nuovi siti di produzione in Siberia ed Estremo Oriente; in questo periodo oltre un terzo della produzione estrattiva di carbone era ottenuta con l'impiego degli escavatori pesanti fabbricati a Sverdlovsk.
Uralmaš ha prodotto anche le perforatrici giganti che furono di fondamentale importanza per lo sviluppo della produzione sovietica di petrolio e gas minerale; questi macchinari vennero impiegati con successo anche nelle disagiate e desolate regioni della Siberia occidentale. Le perforatrici speciali ultrapesanti progettate e prodotte dalla fabbrica hanno avuto anche un importante impiego nella ricerca scientifica: nel Pozzo superprofondo di Kola i modelli Uralmaš 4E e Uralmaš della serie 15000 resero possibile raggiungere la profondità di 13 chilometri nel sottosuolo e di ottenere per la prima volta campioni di rocce vecchie più di 3 miliardi di anni. Gli stabilimenti di Sverdlovsk hanno prodotto anche i macchinari necessari per gli impianti petroliferi off-shore.
Gli impianti Uralmaš erano una delle fabbriche più famose e prestigiose dell'Unione Sovietica e rappresentavano uno dei centri produttivi simbolici dell'economia sovietica; tuttavia anche in questi centri operai privilegiati dell'apparato produttiva erano presente le difficoltà di approvvigionamento e di rifornimento di beni e prodotti tipici del sistema economico socialista. Non mancarono critiche contro i dirigenti politici anche da parte delle maestranze operaie; nel 1962 il segretario generale Nikita Sergeevič Chruščёv in visita alla fabbrica ricevette una serie di critiche e ci furono manifestazioni di protesta per la penuria di prodotti alimentari.
Nonostante questi problemi sociali e difficoltà di sviluppo tecnologico, la Uralmaš rimase per tutto il periodo sovietico un centro produttivo metalmeccanico fondamentale; fin dagli anni 60 nella fabbrica lavoravano oltre 30.000 operai che aumentarono ulteriormente negli anni 70; al momento della fine dell'Unione Sovietica i lavoratori in attività erano ancora molte decine di migliaia.

### Dal 1992 nella Federazione russa

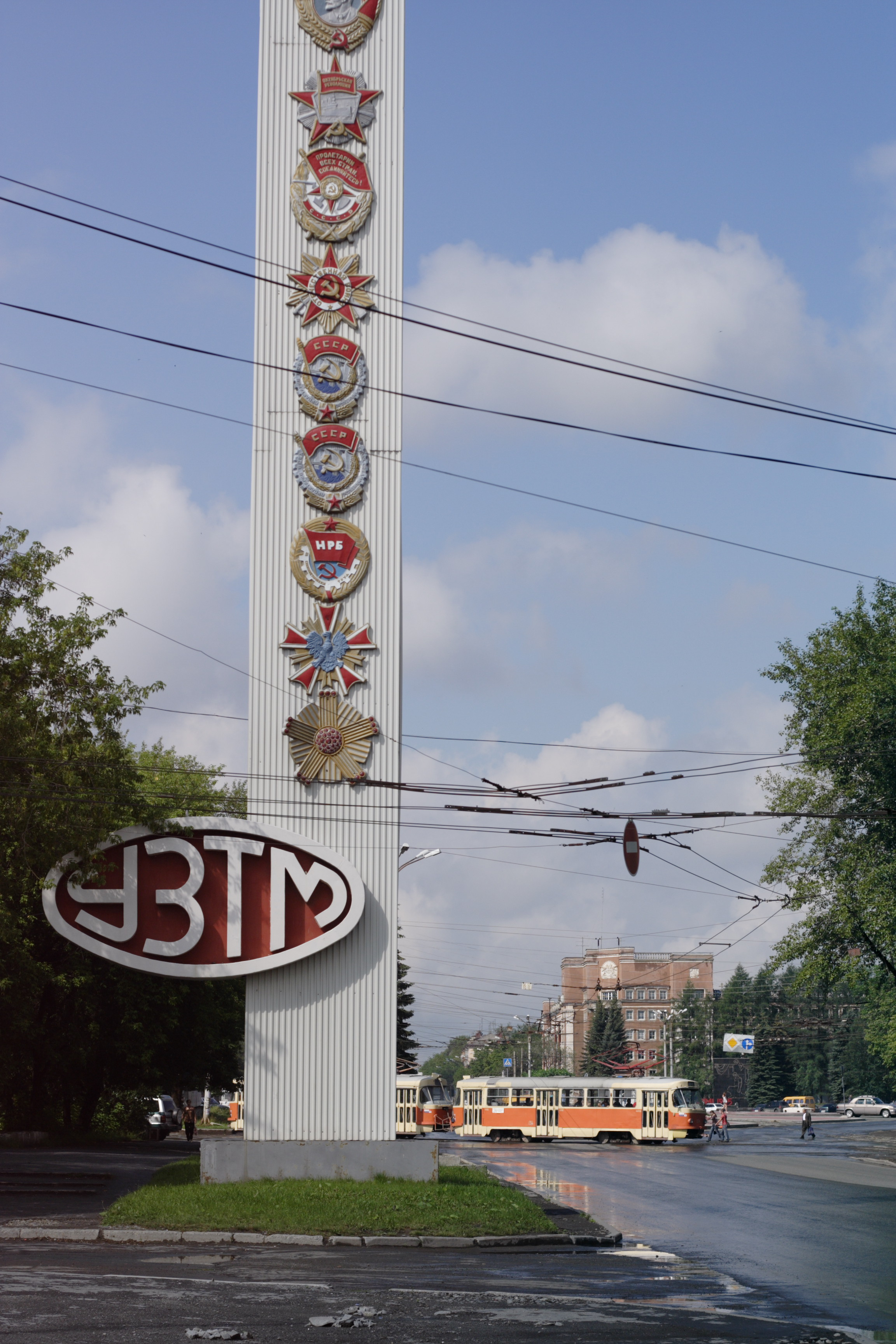
La sede centrale della UZTM (Uralmaš)

La fine dell'economia socialista e dell'Unione Sovietiche ha avuto pesanti conseguenze sull'Uralmaš che nel dicembre 1992 è stata trasformata in società anonima; l'arresto delle grandi commesse statali e la fine della pianificazione hanno provocato una grave crisi produttiva e finanziaria e l'azienda si è trovata vicina al fallimento a metà degli anni 90. In questa fase inoltre gruppi criminali locali hanno assunto una forte influenza ed è sorta una cosiddetta "mafia di Uralmaš" (O "gang di Uralmaš"), dal nome del quartiere di maggiore potere, che è diventato il principale gruppo mafioso di Ekaterinenburg dopo una sanguinosa guerra tra bande rivali che si è sviluppata soprattutto negli anni 1992-1993.  La "gang di Uralmaš" si diffuse anche all'interno della fabbrica e di numerose altre aziende che controllavano le catene di distribuzione di prodotti e materiali; nel 2000 il direttore dello stabilimento Oleg Belonenko che cercava di ridurre l'influenza della mafia locale, è stato assassinato.
Uralmaš è entrata a far parte nel 1996 del gruppo OMZ (Obʺedinennye mašinostroitel'nye zavody), uno dei più grandi conglomerati industriali della Federazione russa nel settore della meccanica, dell'ingegneria e della metallurgia, fondato e guidato inizialmente da Kacha Bendokidze. Negli anni seguenti sono continuate una serie di ristrutturazioni industriali e finanziarie che hanno coinvolto la Uralmaš: nel 2005 la Gazprom è entrata a far parte dell'assetto proprietario dell'OMZ, mentre nel 2007 il gruppo OMZ e la Metalloinvest hanno concluso un accordo per la costituzione di un complesso manifatturiero integrato, nel quale è entrata anche la Uralmaš, predominante nella produzione di attrezzature metallurgiche con una quota del mercato russo di oltre il 40%. Infine nell'autunno 2015 la Uralmaš è uscita dal gruppo OMZ ed è passata sotto il controllo finanziario della Gazprombank.
Il primo direttore della fabbrica fu A. P. Bannikov, mentre negli ultimi anni, dal 2009, lo stabilimento è stato guidato da Oleg Danček che tuttavia si è dimesso nel marzo 2016 insieme al vice-direttore generale del settore ingegneristico Boris Belman; il nuovo dirigente della Uralmaš è Sergej Olegovič Sokolov.
Attualmente la Uralmaš, nonostante le grandi difficoltà sorte dopo la dissoluzione dell'Unione Sovietica, è ancora un grande complesso metalmeccanico che impiega circa 14.000 persone; essa è specializzata soprattutto nella fabbricazione di macchinari per l'estrazione di petrolio e gas, per la metallurgia e per altre attività minerarie ed energetiche.
Fin dalla sua fondazione la Uralmaš divenne l'elemento economico-sociale e anche culturale principale della città di Sverdlovsk e svolse anche una funzione ricreativa, essendo strettamente collegata anche con la locale squadra di calcio che prese infatti il nome di Komanda Uralmašzavoda e poi di Uralmaš; attualmente la società calcistica di Ekaterinenburg mantiene i suoi legami con la fabbrica pur avendo cambiato denominazione in Futbol'nyj Klub Ural.

## Onorificenze
Sovietiche
Straniere

## Galleria d'immagini

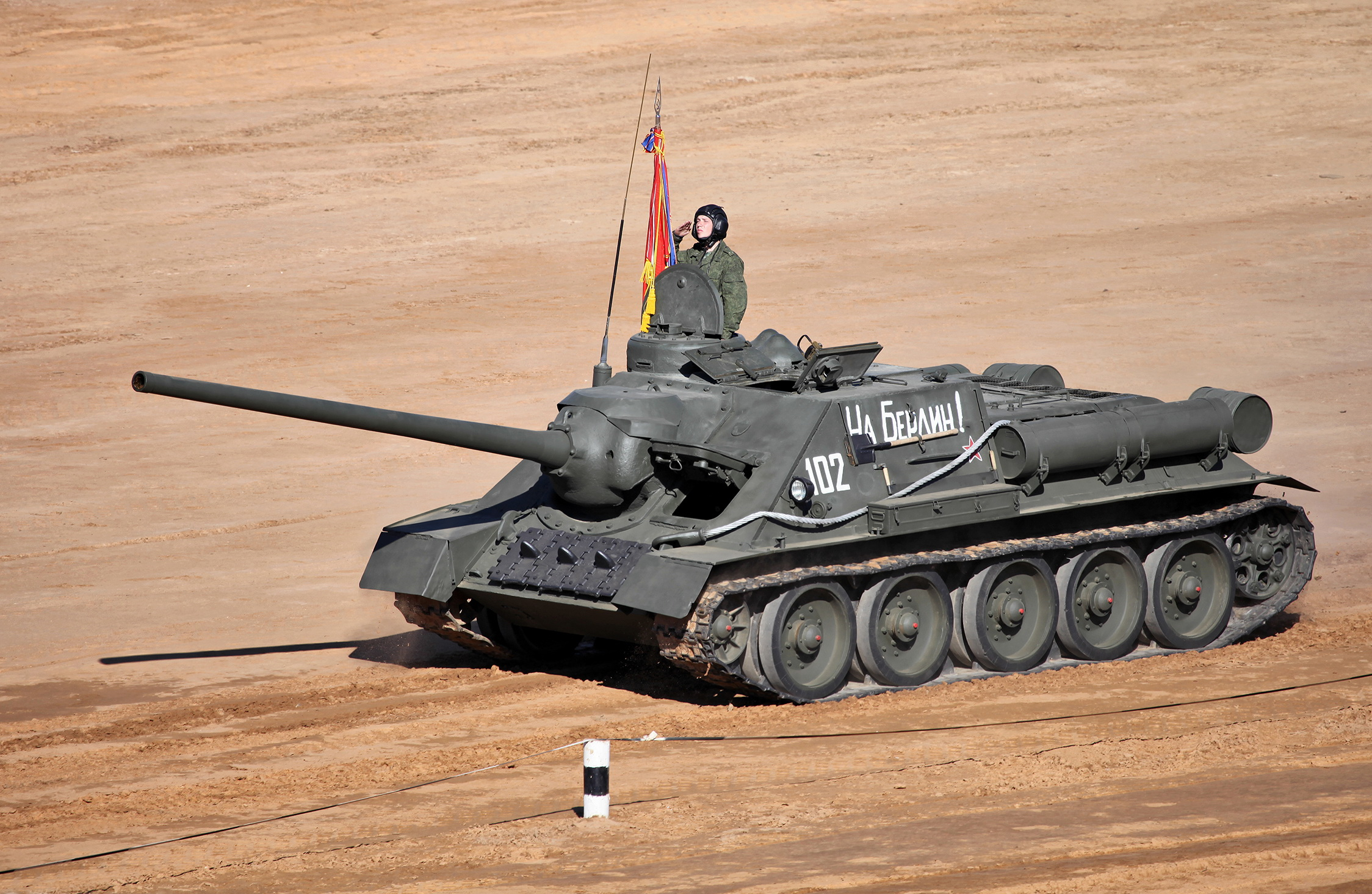
Cannone semovente SU-100 del periodo della Seconda guerra mondiale
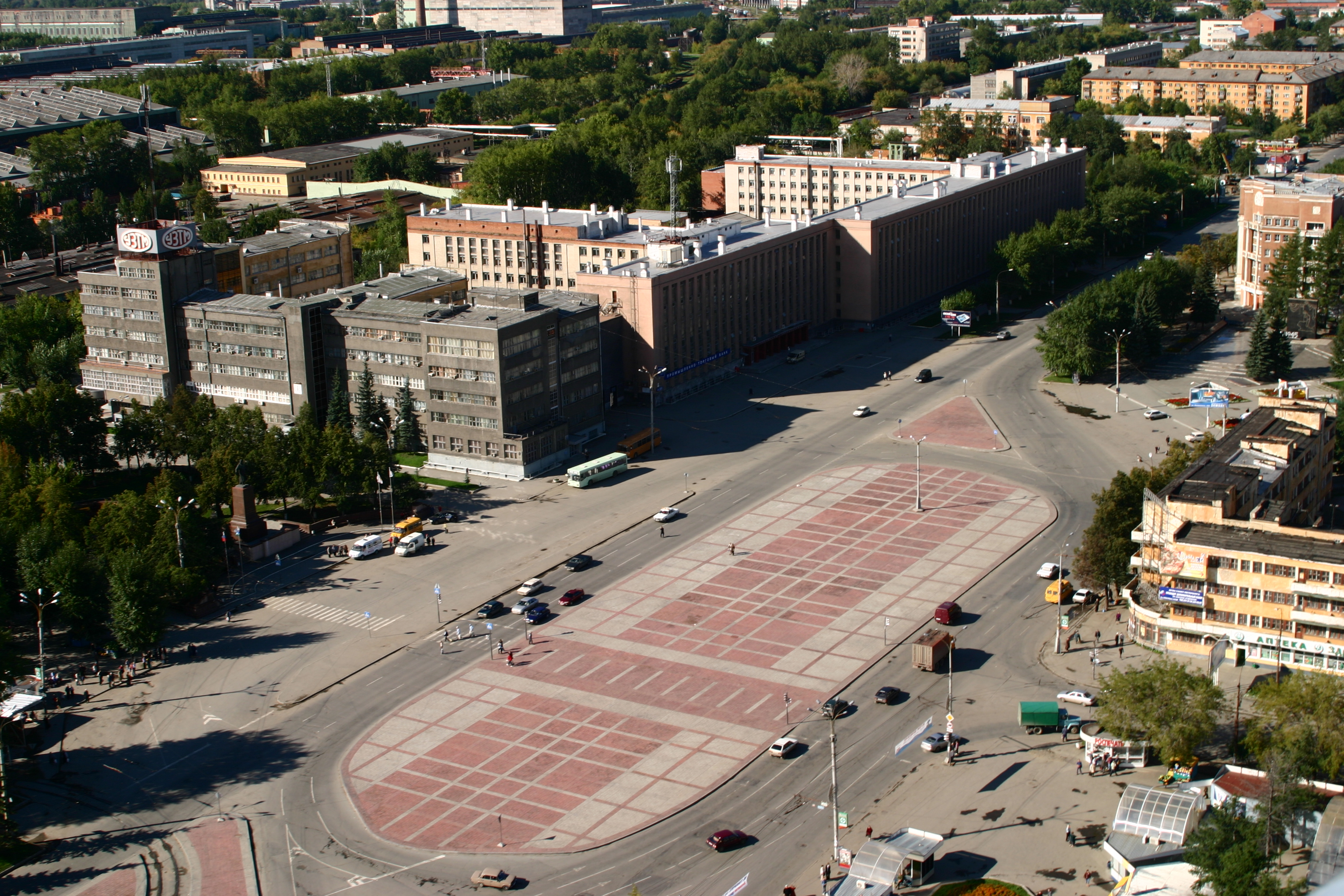
Veduta aerea dell'edificio della direzione della fabbrica
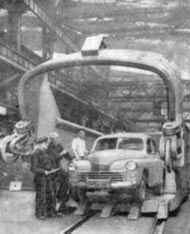
L'interno di una officina della Uralmaš negli anni 50
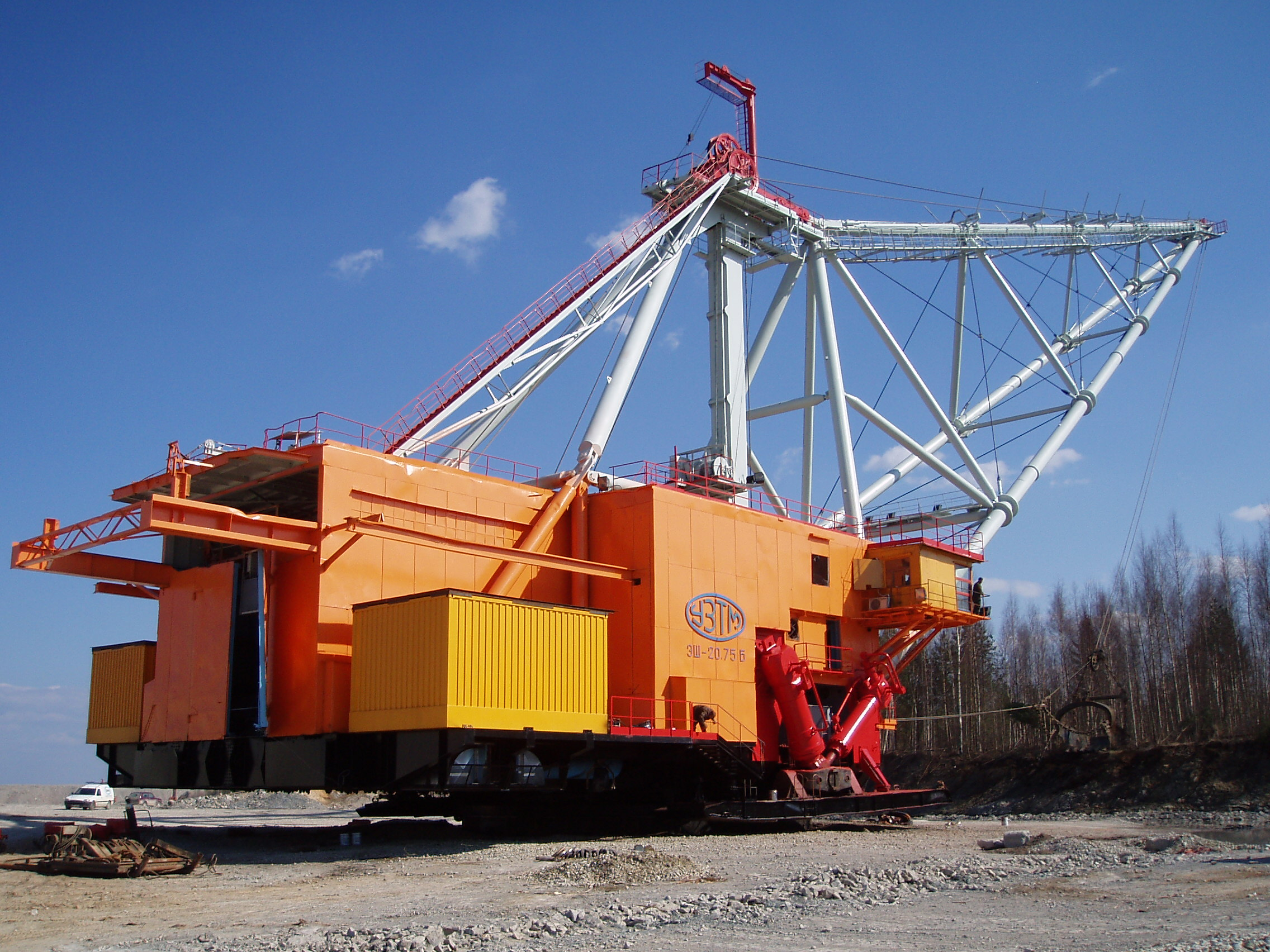
Un escavatore della UZTM impiegato nel bacino petrolifero del Baltico